# Social media marketing
Social media marketing (SMM) er et begreb der beskriver brugen af sociale netværk, online communities, blogs, wikis eller andre online medier til marketing, salg, PR og kundeservice. 
Almindelige sociale medier der er bruges til Social media marketing er: Twitter, LinkedIn, Facebook, Flickr og YouTube.
| Erhverv og erhvervsliv | Spire Denne artikel om erhverv, erhvervsliv og arbejdsmarked er en spire som bør udbygges. Du er velkommen til at hjælpe Wikipedia ved at udvide den. |